# Старі Балгази
Старі Балгази́ (рос. Старые Балгазы, башк. Иҫке Балғажы) — присілок у складі Міякинського району Башкортостану, Росія. Входить до складу Кожай-Семеновської сільської ради.
Населення — 71 особа (2010; 100 в 2002).
Національний склад:
- башкири — 81%